# 노역 (니가타현)
노역(일본어: 能生駅, のうえき)은 일본 니가타현 이토이가와시에 있는 에치고토키메키 철도의 철도역이다.

## 역 구조
쌍섬식 2면 4선 구조의 고가역이다. 우라모토 방면으로는 기우라 터널, 쓰쓰이시 방면으로는 구비키 터널이 있다.

### 승강장
| 1·2 | ■ 니혼카이 히스이 라인 | 하행 | 나오에쓰 · 니가타 방면   |
| 3·4 | ■ 니혼카이 히스이 라인 | 상행 | 이토이가와 · 도마리 방면 |

## 역세권 정보
- 국도 제8호선

## 역사
- 1912년 12월 16일 - 일본국유철도 신에쓰 선 나다치역 ~ 이토이가와역 구간의 개통과 동시에 개업. 원래는 신에쓰 본선의 종착역이었다.
- 1913년 4월 1일 - 호쿠리쿠 본선 오미역 ~ 이토이가와 역 구간의 개통과 함께, 호쿠리쿠 본선으로 편입되었다.
- 1987년 4월 1일 - 민영화에 따라 서일본 여객철도의 소속이 되었다.
- 2015년 3월 14일 - 호쿠리쿠 신칸센의 연장 개통으로, 에치고토키메키 철도로 소속이 이관되었다.

## 인접역
| 에치고토키메키 철도 ■ 니혼카이 히스이 라인 | 에치고토키메키 철도 ■ 니혼카이 히스이 라인 | 에치고토키메키 철도 ■ 니혼카이 히스이 라인 |
| ------------------------------------------ | ------------------------------------------ | ------------------------------------------ |
| 이토이가와 이토이가와 방면                 | ■ 쾌속                                     | 나다치 니가타 방면                         |
| 우라모토 도마리 방면                       | ■ 보통                                     | 쓰쓰이시 나오에쓰 방면                     |